# Chiesa di Santa Maria Assunta (Ghedi)
La chiesa di Santa Maria Assunta è la parrocchiale di Ghedi, in provincia e diocesi di Brescia; fa parte della zona pastorale della Bassa Orientale.
La prima pietra della struttura fu posta nel 1606, ma le dense stratificazioni di edifici su cui è sorta lasciano intuire le antiche origini della prima pieve, eretta forse già nel corso del V secolo.

## Storia e descrizione

### Gli scavi archeologici

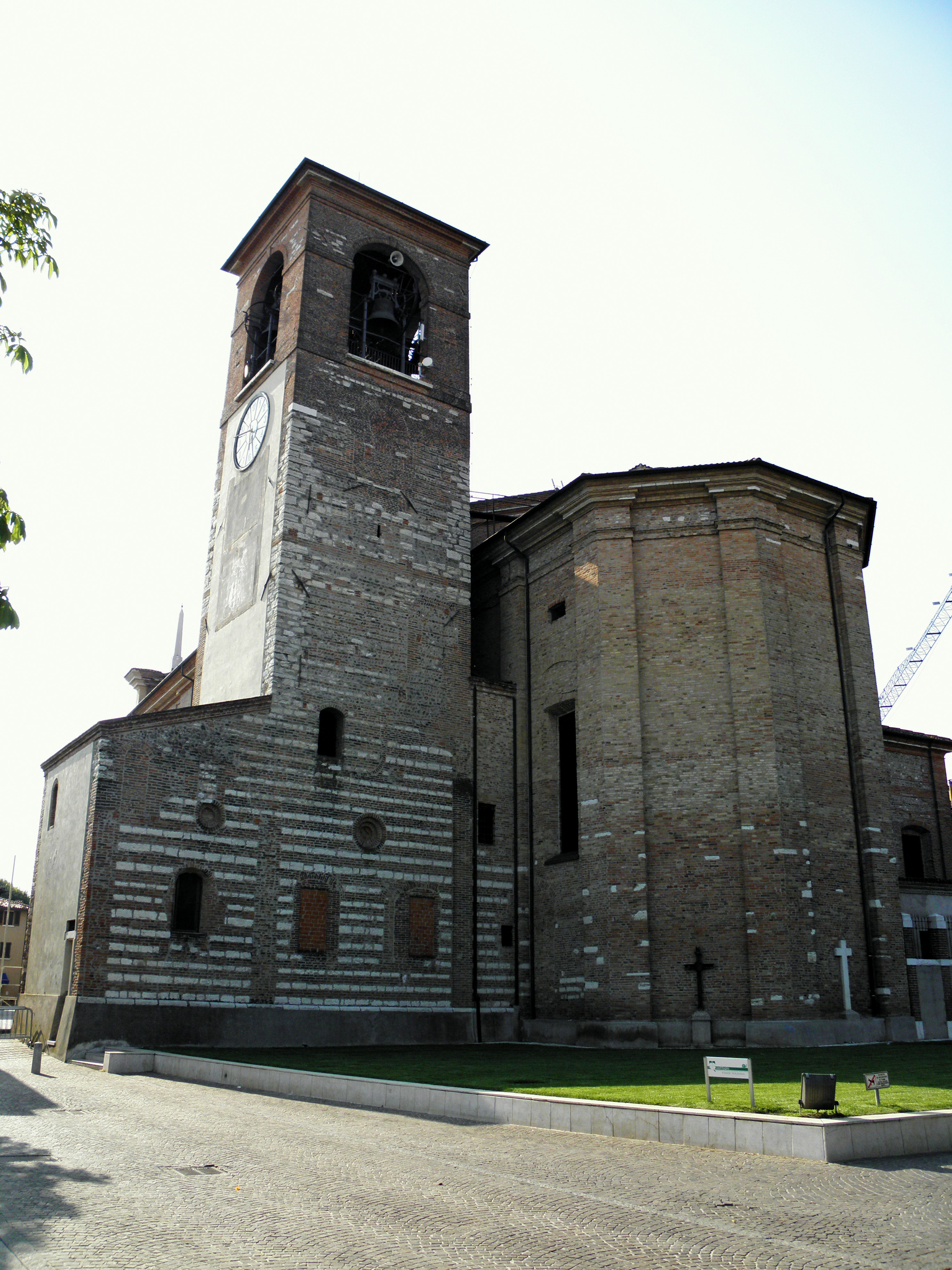
Uno scorcio dell'abside della parrocchiale e della torre campanaria di età tardomedievale

L'area della parrocchiale seicentesca è stata, sin dall'inizio del processo di cristianizzazione delle campagne bresciane, un importante luogo di culto e un sito di rilevanza storica e culturale non indifferente: lo testimoniano, infatti, gli scavi archeologici tenutisi tra il 1999 e il 2001 nella zona absidale della chiesa, nella grande navata centrale e nel perimetro adiacente al municipio di epoca tardomedioevale. Supervisionati dall'architetto Andrea Breda, hanno appunto permesso di aumentare sensibilmente le conoscenze del primitivo nucleo di età tardoantica, tanto da essere state definite dallo stesso come:

### L'evoluzione nei primi secoli

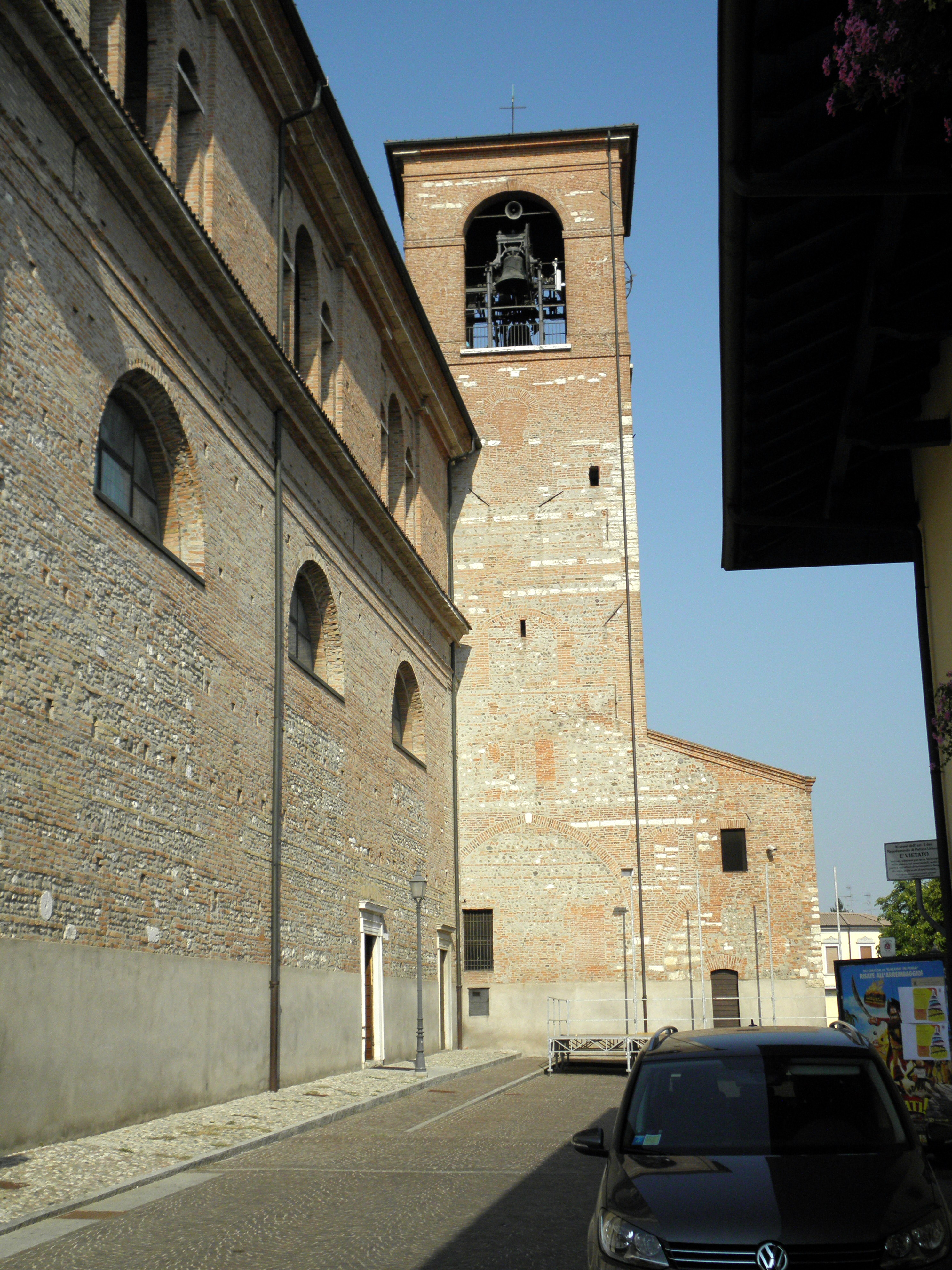
In prima vista il campanile di età tardomedievale e la piazzetta soggetta agli scavi archeologici

A seguito di una sempre più ampia diffusione del Cristianesimo, si rendeva necessaria la possibilità di battezzare i neofiti anche al di fuori dei grandi centri urbani: proprio in questo contesto (V-VI secolo) va circoscritta la nascita delle prime ecclesiae baptesimales in centri rurali del bresciano come Bagnolo Mella, Gussago, Manerbio o Rovato; analogamente, lo stesso avvenne anche a Ghedi. Nella fattispecie, l'edificio in questione era solitamente un monumentale battistero, nel caso del ghedese a pianta rettangolare con abside rotondo, in cui sia si celebravano sia le cerimonie liturgiche sia la catechesi. In virtù di questa duplice funzione, avveniva non di rado che molti primitivi luoghi di culto presentassero appunto un unico ambiente e non la tipica suddivisione Chiesa e Battistero, eretti peraltro su precedenti luoghi di culto d'età romana. Si potrebbe affermare lo stesso anche per Ghedi, se solo si fossero rinvenuti durante gli scavi reperti di età tardoantica nella zona della chiesa battesimale: "In questi resti sono plausibilmente riconoscibili la chiesa primitiva e, per ubicazione e caratteristiche strutturali, un battistero a pianta centrale. La fondazione di entrambi gli edifici, nella totale assenza di reperti, oscilla tra dopo il V secolo dopo cristo ed i primi secoli dell'Alto Medioevo. In ogni caso l'esistenza di una chiesa battesimale in epoca certo assai alta rivela l'importanza del 'vicus' di Ghedi nel quadro della cristianizzazione della campagna bresciana fra tarda antichità e prima età longobarda e lascia inoltre supporre che la nascita dell'organismo plebano - documentato dalle fonti scritte solo nell'ultimo trentennio del XIII secolo - risalga, come nella vicina Leno, all'altomedioevo".

### L'età altomedioevale e la prima pieve
In età longobarda, durante l'ascesa di tale civiltà nell'Italia settentrionale, vennero a formarsi numeri monasteri ed abbazie, che contribuirono in maniera sostanziale alla diffusione della religione cristiana anche in centri rurali (basti pensare, per il bresciano, al caso dell'abbazia di Leno), venendo a formare, in seguito, quel tessuto connettivo di centri religiosi e di luoghi di culto così fondamentali per l'amministrazione territoriale del tempo. Al definitivo declino del regno longobardo, nel 774, i Carolingi trovarono infatti terra fertile per completare quell'opera di conversione religiosa e di controllo territoriale e politico, proprio in virtù dell'esistenza di tali centri religiosi. Dal IX secolo, le chiese battesimali non furono più indipendenti, bensì soggette all'autorità della diocesi vescovile di competenza (nel nostro caso, quella di Brescia): proprio in seguito a tale rinnovamento di potere, il titolo di pieve venne conferito solamente alle chiese battesimali che erano parte integrante, ed attiva, di questa fitta "rete organizzativa amministrativo-religiosa". Ghedi figurava proprio tra questi centri nevralgici, tant'è che godeva di importanti prerogative sul vicino paese di Montirone e sul sito campestre di Formignano. Questa antica pieve era dunque importante nella sua locazione e punto di snodo, a tal punto che fu soggetta a rinnovamenti architettonici continui: sorta su fondamenta altomedievali, si sviluppò su queste ultime nel corso del XIII secolo, per poi essere ampliata in stile tardo gotico durante il XIV secolo. Nell'area dei giardini di Piazza Roma andò sviluppandosi, sempre in epoca altomedievale, un cimitero per la comunità con numerose sepolture alla cappuccina, scoperte in diversi momenti di vari scavi archeologici e di lavori di manutenzione; una piccola porzione di quest'antica area è stata riportata alla luce ed è esposta in una delle sale del palazzo comunale, così come un'antica tomba alla cappuccina esposta nella sala consiliare del municipio. Quest'antica area, costituita dalla primitiva pieve e dal cimitero, con anche gli abitati più antichi, venne inclusa nella cinta muraria che andò a formarsi presumibilmente in tale epoca, circondata da ampi fossati ed accessibile attraverso due ponti levatoi. Venne a formarsi quindi il primitivo nucleo del castello di Ghedi. Così viene descritta dallo storico Angelo Bonini la pieve altomedievale:

### La parrocchiale seicentesca

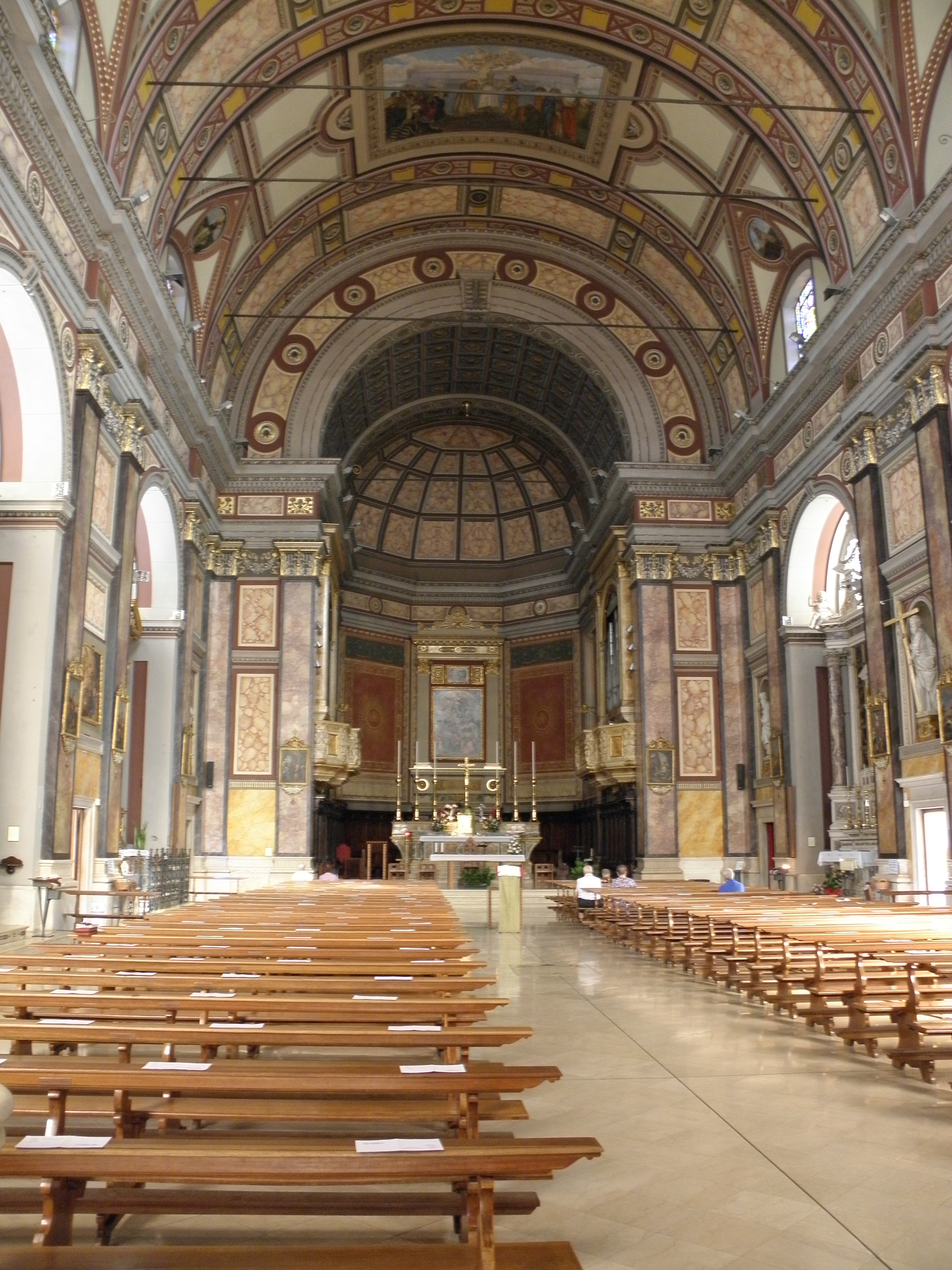
L'interno della Chiesa seicentesca

La chiesa di inizio XVII secolo, che funge da parrocchiale, fu fortemente voluta dai ghedesi: costruita per rispondere a una sempre maggiore esigenza di spazi più grandi, per accogliere il crescente numero degli abitanti del borgo, nel 1606 si completarono le pratiche burocratiche del caso e fu emanata la delibera comunale, con la conseguente disposizione dei materiali per la sua costruzione. Il nuovo tempio fu spostato, rispetto alla precedente pieve, in direzione nord: ciò permetteva ai fedeli e funzionari religiosi di celebrare la Messa nella vecchia pieve senza interruzioni dovute a lavori, demolizioni o cantieri nel bel mezzo del sito. Della sua edificazione se ne occuparono i membri della famiglia Avanzo: lo stesso Giovanni Avanzo aveva stipulato un accordo con lo zio Bartolomeo Avanzo per coadiuvarlo nell'impresa certamente degna di nota, indicando peraltro una eventuale percentuale di guadagno; una volta designati i due capomastri, furono scelti come garzoni proprio i due figli minorenni di Bartolomeo, ossia Giovanni Battista Avanzo e Teodoro Avanzo.
La fabbrica del cantiere incontrò inizialmente diversi ostacoli, sia riguardo al reperimento di nuovi materiali per la costruzione, sia per quanto riguarda l'aspetto economico di un'opera sì impegnativa: tasse comunali, donazioni testamentarie, così come lasciti spontanei degli abitanti furono determinanti per l'apertura dei cantieri; i materiali per edificare il nuovo tempio furono ricavati dalla demolizione di case e baracche, così come dalla stessa antica pieve, fatta eccezione per le antiche cappelle laterali, su cui si erge il campanile e conservate sotto di esso.
Già dopo poco tempo dall'apertura dei cantieri, dell'antica pieve restava ben poco: appunto solo le tre cappelle e la stessa torre campanaria. Persino il fonte battesimale, che Carlo Borromeo, dopo la sua visita a Ghedi, fece spostare nell'angolo sinistro della vecchia pieve, fu demolito ed utilizzato come elemento di spoglio.
Tra lavori che procedevano a rilento, frequenti litigi tra il costruttore ed i membri del Comune, la Chiesa fu costruita assai lentamente: l'aspetto economico, più di tutti, vincolò il procedere dei lavori, che spesse volte sembrarono sul punto di cessare anche a cantiere aperto: una disputa tra Bartolomeo Avanzo ed il Comune vide infatti reclamare, da parte dell'architetto, un credito di lire 14.188 che sarebbe senz'altro cresciuto col tempo, visti gli interessi coi quali avrebbero dovuto essere restituiti e le continue materie prime che l'architetto pagava di tasca propria. Il Comune, d'altro canto, dovette vendere molti appezzamenti di terra per sostenere l'ingente somma della costruzione, arrivando ad indebitarsi. La conseguente inaugurazione della chiesa avvenne il 30 maggio 1629, come testimoniato dal registro dei matrimoni della Parrocchiale, in cui viene specificato come, in concomitanza ad un matrimonio avvenne: "la seconda alli 30 [maggio] festa della consacrazione della nostra chiesa Parochiale".

### Interventi successivi
È a partire dal 1893 che vennero avviati quei processi di restauro che resero la chiesa come appare: il suo stato di incuria, dovuto ai dipinti quasi del tutto oscurati dal fumo delle candele, e dalle infiltrazioni piovane che avevano rovinato gli affreschi, era evidente a tutta la cittadinanza. Già a partire dal 1874, comunque, venne elevato il campanile fino alla sua altezza (33 m), poiché sino a quel momento era apparso sproporzionato e sin troppo tozzo, risultando motivo di imbarazzo per i ghedesi stessi; la facciata della chiesa fu restaurata due volte, una nel 1848 ed infine nel 1888, sotto la guida dell'architetto Luigi Arcioni. Sempre coadiuvati da quest'ultimo, i membri della fabbriceria ghedese cominciarono già nel 1895 il restauro degli interni, della navata centrale e del presbiterio. Conclusi tutti i lavori ottocenteschi, è stata collocata sulla bussola d'ingresso la seguente iscrizione:

## Gli altari

### Il presbiterio
Nella parete principale del presbiterio troneggiano due ancone dedicate alla Vergine Maria, titolare della chiesa parrocchiale. Risalta subito all'occhio la più grande, ossia la tela realizzata da Pietro Marone, pittore bresciano attivo durante il tardo Cinquecento, raffigurante l'Assunzione di Maria e datata al 1589: armonica nel suo complesso, essa richiama, nei drappeggi delle vesti, nello sbigottimento della schiera degli apostoli, all'Assunzione delle Vergine del Moretto nel Duomo vecchio di Brescia; ciò è segno tangibile dell'influenza esercitata dalla pittura manierista del Moretto sul Marone, che si ispirava anche al Veronese di cui fu allievo a Venezia. La Vergine è raffigurata troneggiante su un banco di nubi, accompagnata da una schiera di putti alati, con il gruppo degli apostoli che, in una moltitudine di diversi moti dell'animo, reagisce ora con stupore ora con disperazione alla scomparsa della Vergine stessa. La grande tela firmata "Petrus de Maronibus fecit", prima posta nell'altare maggiore della vecchia pieve ghedese, fu reimpiegata quindi anche in quello maggiore della nuova parrocchiale. Sopra di essa è posta, appunto in un'ancona molto più piccola, la minuta tela sempre attribuita al Marone, forse del 1589, e raffigurante l'Incoronazione della Vergine Maria: Gesù e Dio Padre sono appunto ritratti nell'atto di porle sul capo una corona, e, in un'atmosfera complessiva di estrema intimità e compostezza, Maria viene eletta Regina dei Cieli e della Terra stessa. Inoltre, le due tele sono state soggette a un restauro nel 1998 da parte dello studio Franco Lonardini di Brescia.
L'altare maggiore della metà del XVIII secolo in marmi policromi, severo e armonioso, è posto nel centro del presbiterio: monumentale eppure sobrio, rispecchia quel gusto surrogato di una fastosità tardo barocca e di un rigore e una razionalità tipicamente illuminista dell'epoca; il paliotto della mensa è realizzato con marmi policromi. La presenza nei listelli di fondo di un "verde Alpi" risalta con le lastre rosso violacee in diaspro di Sicilia, ad essi sovrapposti, e con le sottili cornici che ne costituiscono i profili in marmo di Carrara. La zoccolatura alla base è costituita da un giallo di Verona, così come le lastre poste in sommità della mensa e dell'alzata che regge i candelieri. Idealmente al centro dell'altare vi è un tabernacolo a tempietto in marmo nuvolato di Siena, con colonnine in marmo verde che culminano in elaborati capitelli corinzi, sempre in marmo bianco di Carrara; il tutto termina in una copertura a cupoletta in nuvolato ed impreziosita da dei modiglioni.
Le pareti del presbiterio, infine, sono cinte nella loro base da due cantorie in legno assai elaborate: la forma è poligonale e ad ogni coppia di lesene, idealmente marmoree, si trovano sulla sommità una coppia di putti alati a mo' di telamoni, talora a mezzobusto talora a figura intera, a sostenere la cornice superiore lignea. Sul basamento delle cantorie invece sono presenti motivi vegetali in fasce sovrapposte l'una con l'altra; attribuiti nella loro realizzazione a Pietro Dossena, la datazione è attribuibile al 1697 grazie agli appunti riportati dal Franchi.
L'organo della parrocchiale è collocato in una cassa neoclassica realizzata su disegno dell'architetto Angelo Vita nel 1842: costruito dall'organaro Diego Porro nel 1908-09 e progettato dal maestro Giovanni Premoli, andò a sostituire quello disegnato dalla famiglia Cadei di Crema, progettato tra il 1841 ed il 1847. Quest'ultimo fu infatti più volte criticato per le sue mancanze e difetti di costruzione, tanto da non essere approvato per due volte di fila dai maestri collaudatori dell'epoca. All'inaugurazione del nuovo strumento presenziarono maestri come Arnaldo Bambini di Verolanuova, Giovanni Premoli del duomo di Brescia e Giuseppe Ramella del duomo di Milano.

### Altare del Santissimo Sacramento
La pala d'altare del Santissimo Sacramento è stata completata e consegnata dal pittore Pompeo Ghitti nel maggio del 1681 ed andò a sostituire quella precedente, danneggiata irreparabilmente da una saetta durante un temporale nel 1680. Raffigurante l'Ultima Cena, l'opera ritrae il momento in cui Gesù svela il tradimento di uno dei suoi discepoli, rappresentati con le fattezze di uomini piuttosto anziani, e con le diverse reazioni di ciascuno di essi. Le uniche figure serene nel contesto sono appunto quella di Gesù e di Giovanni, l'apostolo prediletto, mentre Giuda è raffigurato sulla sinistra nell'atto di nascondere, dietro la schiena, la borsa con i trenta denari. L'atmosfera è cupa, con colori scuri e tetri, forse presagio dell'arrivo dei soldati e del destino di Cristo: il contesto si apre, nello sfondo, sulle architetture di una città dalle movenze classicheggianti. La soasa che accoglie la tela gode ancora di uno stile classico, seppur realizzata nel 1643, ed è attribuita all'intagliatore Antonio Montagnino; fu proprio quest'ultimo a farla indorare da suo genero Stefano Brentana. Una mensa di marmi policromi sorregge l'altare stesso, che alla base presenta delle decorazioni di natura vegetale, inscritte ora in un plinto orizzontale, ora in due sezioni verticali per lato, ciascuna delle quali sostiene rispettivamente una coppia di colonne ed una di paraste; queste ultime, infine, sono di poco arretrate rispetto alle colonne. Appunto sia le paraste che le colonne, scanalate, culminano in capitelli corinzi e sorreggono una cornice finemente lavorata ed arricchita da motivi anch'essi vegetali, eccezion fatta per dei volti di putti posti in corrispondenza delle colonne e del centro della cornice. La cimasa vede la presenza di un timpano spezzato che fornisce lo spazio adatto per la presenza di un gruppo scultoreo, raffigurante la Resurrezione di Cristo: posto su un piedistallo, il Christus triumphans indica i Cieli, fine ultimo della vita mortale, così come una coppia di angeli posti alle basi del timpano dimezzato.
Il paliotto della mensa dell'altare, complessivamente di pregevole fattura, è stato realizzato utilizzando la cosiddetta tecnica del commesso alla fiorentina: essa consiste nell'eseguire una pittura di pietra, ossia saldare abilmente "sezioni lapidee irregolari perfettamente commesse le une alle altre e applicate ad una lastra di supporto che rimane invisibile". Nel caso della mensa ghedese, il paliotto risulta decorato da motivi floreali di varia natura con cromature interessanti e accostamenti efficaci, con al centro, su fondo bianco ottenuto con marmo di Carrara, la raffigurazione dell'ostensorio e della Sacra Ostia, simbolo del Santissimo Sacramento.

### Altare della Pietà
Pietro Ricchi ricevette l'incarico, nel 1646, di realizzare per l'Altare della Pietà una pala che rappresentasse la Deposizione di Cristo dalla Croce: terminata l'opera nei primi mesi del 1647 essa venne portata a Ghedi per l'aprile di quell'anno, proprio in concomitanza della Pasqua. Soggetto del dipinto è il corpo ormai morto del Cristo, scuro nella carnagione e di espressione affranta nel volto. Seppur cinto da molte persone, in cerchio attorno al corpo martoriato, esse paiono armoniose e ben disposte nell'insieme dell'opera. L'atmosfera estremamente cupa, i colori spenti e le espressioni sgomente dei personaggi caricano l'opera di un pathos molto forte: le tenebre avvolgono lo scenario circostante mentre uno squarcio di luce, forse di saette in lontananza, trasmettono la tensione creata dall'abile artista; una Gerusalemme con torri e mura medievali si staglia sull'orizzonte, così come il profilo del Golgota e delle Tre Croci poste sulla cima di esso. L'opera è ammirabile nella sua interezza grazie ai restauri condotti, nel 1996, da Franco Lonardini in occasione dell'esposizione di Riva del Garda dedicata proprio al Ricchi, riscuotendo peraltro discreto successo di critica.
L'antica soasa dell'altare, in legno e realizzata anch'essa dal Montanino tra il 1643 ed il 1646, è andata sfortunatamente sostituita nel 1840 dalla molto più semplice ancona in stucco e calce di Angelo Vita; pur risultando proporzionata e dignitosa nel complesso, l'antico altare in legno dovette essere molto più sfarzoso ed elaborato, benché, una volta sostituito, sia andato del tutto perduto. La mensa marmorea è la più antica presente nella Chiesa e risale alla fine del XVII secolo oppure agli inizi del XVIII secolo: il paliotto è formato da "una bella lastra unica di breccia imperiale di Val Canonica, incorniciata di Verde Alpi, con listelli di giallo e nero paragone". Modesta nel complesso, eppure pregevole ed elegante, i modiglioni del paliotto in paragone sono obliqui, di sbieco, a rendere geometrica e rigorosa la già di per sé voluminosa mensa d'altare.

### Altare del Crocefisso

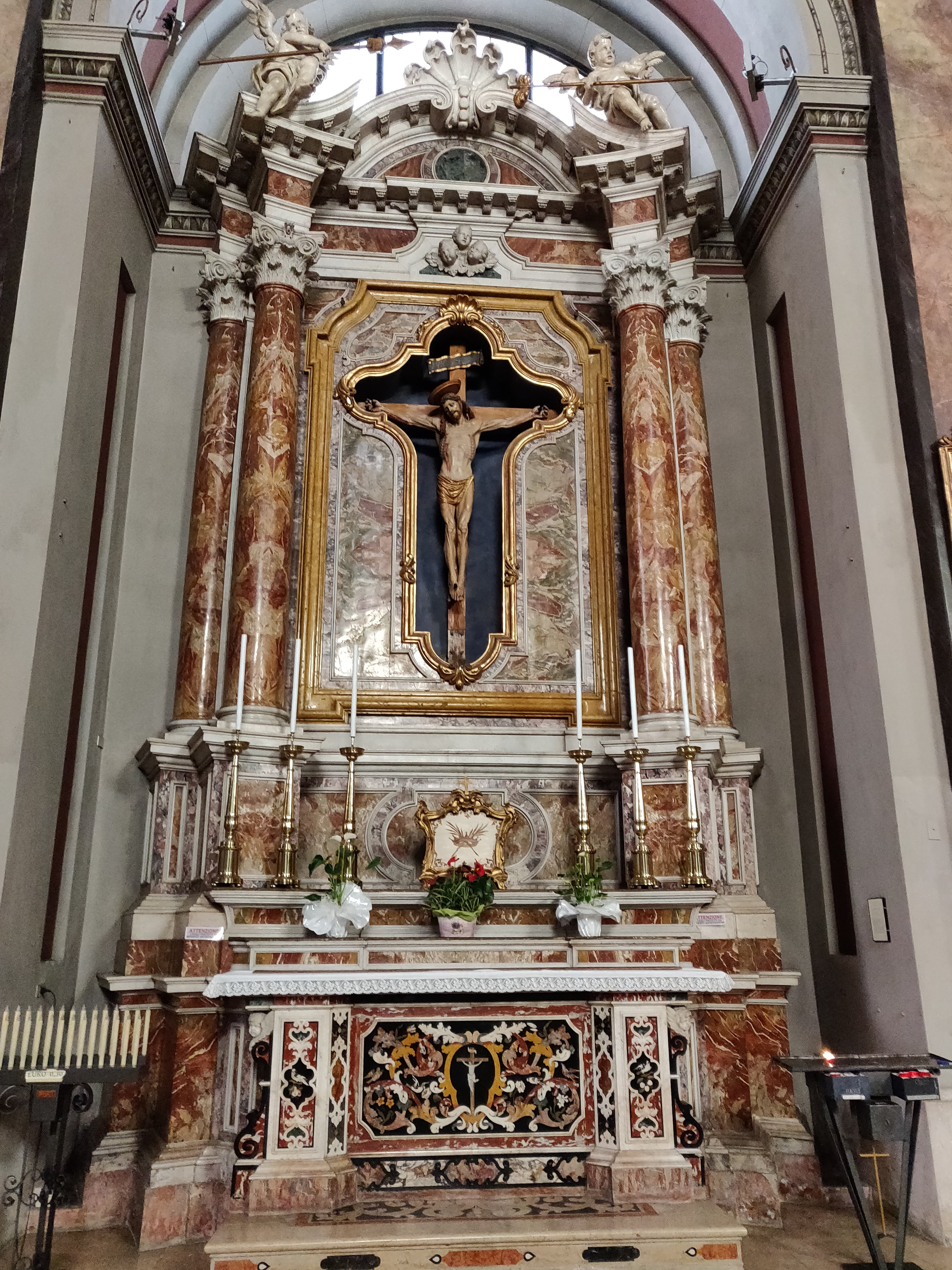
L'altare del Crocefisso con al centro l'opera lignea quattrocentesca

Al centro dell'Altare del Crocifisso si erge appunto l'armonioso crocifisso ligneo, già presente nella vecchia pieve, ed attribuito allo scultore Maffeo Olivieri. Forse appartenente all'ultima fase artistica del bresciano, la sua attribuzione desta alcuni sospetti per via dei diversi interventi di "restauro" perpetrati nel tempo che ne hanno intaccato l'integrità e rendono difficile attribuirne la realizzazione. In virtù di queste discordanze, l'architetto Valentino Volta:
(E. Bolpagni, Preziose scoperte a Ghedi. Quando il restauro permette di dare il giusto valore ad opere dimenticate o sottovalutate, in Casareart, n.° 3, dicembre 2003, p. 105)
Già apprezzato dunque ed oggetto di devozione nella vecchia pieve, la pregevole opera fu ricollocata, probabilmente per volontà dei ghedesi stessi, nella nuova Parrocchiale. Recentemente il Cristo crocifisso è stato oggetto di un accurato restauro da parte di Gianmaria Casella sotto la direzione della dott. Renata Casarin della Soprintendenza dei beni culturali.
L'altare che accoglie la scultura lignea è probabilmente il più pregevole e di alta fattura dell'intera Chiesa, anche per via della sua natura ancora tendente al barocco: l'ancona è interamente di marmo, il diaspro di Sicilia domina sul bianco di Carrara, anch'esso presente in gran quantità. La nicchia centrale, a forma di croce per contenere il bel Crocifisso, è contornata da una modanatura in marmo giallo di Verona; l'alternanza molto scarna di marmi offre infatti un gioco di colori semplice eppure elegante e di grande effetto. I fusti delle colonne, anch'essi di un diaspro rossastro, sono sorretti da dei tori in marmo bianco di Carrara, che costituiscono, insieme al basamento dell'altare, una fascia completamente bianca, quasi un intermezzo nei due diversi corpi. I capitelli raffinati delle colonne sono anch'essi costituiti da un bianco di Carrara e di ordine corinzio, mentre sostengono una trabeazione nel cui centro tre eleganti teste di angeli, sempre in marmo di Carrara, completano la decorazione di tale fascia. La cimasa corrisponde ad un timpano ricurvo che culmina in una conchiglia di gusto rococò: a ciascuno spigolo del timpano sono collocati due angeli in legno, reggenti i due segni della Passione di Cristo, ossia la lancia di Longino e la spugna imbevuta nell'olio.
La mensa di questo altare risulta analoga a quella del Santissimo Sacramento, essendo probabilmente quasi contemporanee (1740 circa) e realizzate con la stessa tecnica compositiva del rimesso. Utilizzando anche in questo caso svariati marmi ed accostamenti cromatici sono stati utilizzati anche preziosi lapislazzuli, marmo rosso di Francia e persino madreperle: il risultato è un variopinto giardino con fantasie vegetali estremamente raffinate, su cui poggiano inoltre piccoli uccelli intenti nel beccare semi, rose, tulipani e vari altri fiori. Al centro, protagonista assoluto della mensa, figura il Crocifisso del Cristo in una cornice circolare in marmo giallo. Anche nei due pilastri laterali, rifiniti negli spigoli dal già utilizzato marmo di Carrara, si ripetono i medesimi motivi ornamentali, con la presenza di uccelli nel centro di essi.

### Altare di San Carlo Borromeo
La pala d'altare, la più grande in dimensioni di tutta la Parrocchiale, ritrae il Santo a cui è dedicata nell'atto di ascendere ai Cieli, accompagnato da una schiera di angeli in volo. Illuminato della grazia divina, sotto il Santo si trovano tutte quelle figure degne della devozione ghedese: s. Stefano, Francesco d'Assisi (si ricordi il convento di Santa Maria delle Grazie), Antonio di Padova e san Rocco, tutti in dialogo tra loro e disposti intorno alla figura di Gesù Cristo nelle fattezze di bambino. L'autore è ancora una volta Pompeo Ghitti, che si è firmato nell'opera: "POMPEO GHITTI F. AN°. 166[8]". Tredici anni prima, dunque, della realizzazione della pala d'altare del Santissimo Sacramento. L'opera è stata restaurata dallo studio Marchetti e Fontanini di Brescia, sempre sotto l'attenta guida della Soprintendenza. L'altare è formato da due corpi di epoca diversa: l'ancona in stucco e finto marmo e la mensa invece di più recente datazione. Due colonne massicce con capitelli corinzi, di colore rossastro, poggiano su un plinto e su un dado marmoreo ciascuna, mentre la complessa trabeazione da esse sorretta reca motivi ornamentali di natura vegetale, a mo' di spirali; sopra le colonne dei pulvini inscrivono, per ciascuna, una testa d'angelo in marmo. Il tutto culmina in un timpano spezzato classicheggiante che lascia lo spazio nel centro ad una statua di angelo in cemento. Nel dado di destra alla base della colonna, inoltre, si trova in stucco la firma dello scultore rezzatese che realizzò l'altare: "HIERONIMUS PLATEA HOC FECIT OPUS 1668".
La mensa del suddetto altare fu invece realizzata attorno al 1760 dai rezzatesi Antonio Cristino e Giovanni Battista Ogna, che s'occuparono anche della realizzazione del paliotto: nello scomparto centrale in breccia aurora troviamo i listelli che lo custodiscono in marmo di Carrara e le cornici di marmo verde venato; al centro, su sfondo scuro, le immagini dei Santi Carlo ed Antonio contenuti in uno scomparto più chiaro di marmo rosso.

### Altare dei Santi Faustino e Giovita
La pala d'altare è un'opera di Grazio Cossali ed è stata realizzata probabilmente intorno ai primi anni del 1600, quando i cantieri della nuova Parrocchiale dovettero già essere avviati. I soggetti del dipinto sono rappresentati l'uno vicino all'altro abolendo quella tipica suddivisione cinquecentesca della parte terrena e quella celeste (si vedano le opere religiose di Tiziano e Raffaello): nella parte superiore della tela la Madonna regge tra le sue braccia il figlioletto Gesù mentre è circondata da una schiera di putti alati e da S. Caterina, che, in vita, rigettò le proposte di matrimonio sostenendo d'essere già sposa di Cristo; in virtù di questa sua devozione il Bambin Gesù le porge, nel dipinto, l'anello da baciare e simbolo del sacro vincolo tra Dio e la Santa. Vicino a lei, eloquenti, i simboli del martirio che dovette subire per la sua fede in Dio, la ruota uncinata, che tuttavia non riuscì nel ferire la donna, e la palma che simboleggia la sua vittoria sulla morte dopo essere stata decapitata. Nella sezione inferiore le figure sono state rappresentate con vesti dai colori variopinti, ciascuno con pose ben studiate e coerenti con il gruppo di personaggi. Il francescano Vincenzo Ferreri regge un libro recante il seguente monito, un vero e proprio memento: "TIMETE DEUM ET DATE ILLI HONOREM", ossia "Temete Dio e rendeteGli onore".
La mensa d'altare risale invece alla seconda metà del XVIII secolo ed è costituito da forme rigorose e geometriche: i pannelli, formati da marmi piuttosto pregiati, variano ora da un breccia aurora ora da un grigio tendente al verde, con al centro una rosella di forma quadriloba, custodita in una cornice in bronzo; il tabernacolo è un implemento del 1881, quando l'altare fu modificato in alcune parti da parte del bresciano Giovanni Battista Gennari. Sulla sommità dell'ancona sono collocate due statue lignee provenienti dal catafalco ligneo costruito alla fine del XIX secolo, e rappresentano figure allegoriche della Speranza e della Carità.

### Altare del Santo Rosario
L'altare del Santo Rosario è stato progettato dal marmorista rezzatese Vincenzo Marchesini nel 1790. Esso sostituì infatti il precedente altare seicentesco interamente realizzato in legno. In pieno gusto neoclassico, come era già tipico dell'epoca, fu impiegato il marmo bianco di Carrara alternato al marmo rosso di Castelpoggio, nella sua cromatura tendente al violaceo: il risultato è che, anche grazie alle linee rette e nette degli elementi architettonici, il tutto risulti destramente rigoroso eppure armonioso e coerente nelle proporzioni. Il plinto gioca su questa alternanza di cromature, così come i dadi obliqui, che accrescono la mole della struttura, e che sostengono due colonne culminanti in dei capitelli corinzi in marmo di Carrara. La trabeazione, lineare nella sua semplicità, sostiene invece una cimasa particolare nelle sue forme: un elemento floreale di congiunzione, sempre in bianco di Carrara, unisce i due estremi della cimasa stessa in un cerchio; così facendo la luce filtra liberamente attraverso un cerchio spontaneo dai motivi vegetali. Agli estremi della cimasa, ciascuno su una delle due mensole della trabeazione, sono poste due figure di angioletti.
La mensa riprende i motivi architettonici ed ornamentali dell'altare stesso, se non fosse per il suo basamento già più mosso e caratterizzato da linee curve, ondulate; in stile forse più barocco esso è sorretto da due piccoli pilastri ondeggianti e ripetuti anche ai lati, ma obliqui. Un ovale centrale, ornato in marmo bianco di Carrara, decora il dossale della mensa. Ai suoi lati si trovano due scomparti in marmo violaceo con inserti in bronzo a disegnare delle eleganti rose.
Nella nicchia centrale dell'altare, impreziosita nei bordi da un marmo giallo di Verona e da un bianco di Botticino si trova la statua in legno della Madonna del Rosario col Bambino in braccio. La statua è stata posta nel 1936 a sostituirne una cosiddetta "vestita": la precedente infatti era dotata di vere e proprie vesti di pregevole fattura, motivo quindi di spese ingenti da parte della comunità a causa di un loro logoramento nel tempo. Essa fu dunque posta nell'altare a sostituzione di quella precedente, ed in occasione del centenario dei morti di colera. È stata interamente dipinta in oro solo negli anni '60 del Novecento.
L'altare del Santo Rosario è caratterizzato dalla presenza di quindici piccole tele raffiguranti i Misteri del Rosario: dipinti dall'artista lucchese Pietro Ricchi nella prima metà del XVII secolo, essi già appartennero, probabilmente, al vecchio altare della precedente pieve. Quest'ultimo fu eretto infatti a seguito della vittoriosa battaglia di Lepanto del 1571 contro l'esercito ottomano: Papa Pio V istituì in seguito al successo della battaglia la festa del Rosario, incoraggiando e disponendo la nascita di Confraternite e Scuole ad onore della Vergine Maria in tutte le comunità religiose della penisola. Le tavolette realizzate dal Ricchi sono state restaurate di recente dallo studio Casella, e possono essere ammirate nelle loro originali soluzioni cromatiche quantunque siano di piccole di dimensioni.

## Galleria d'immagini

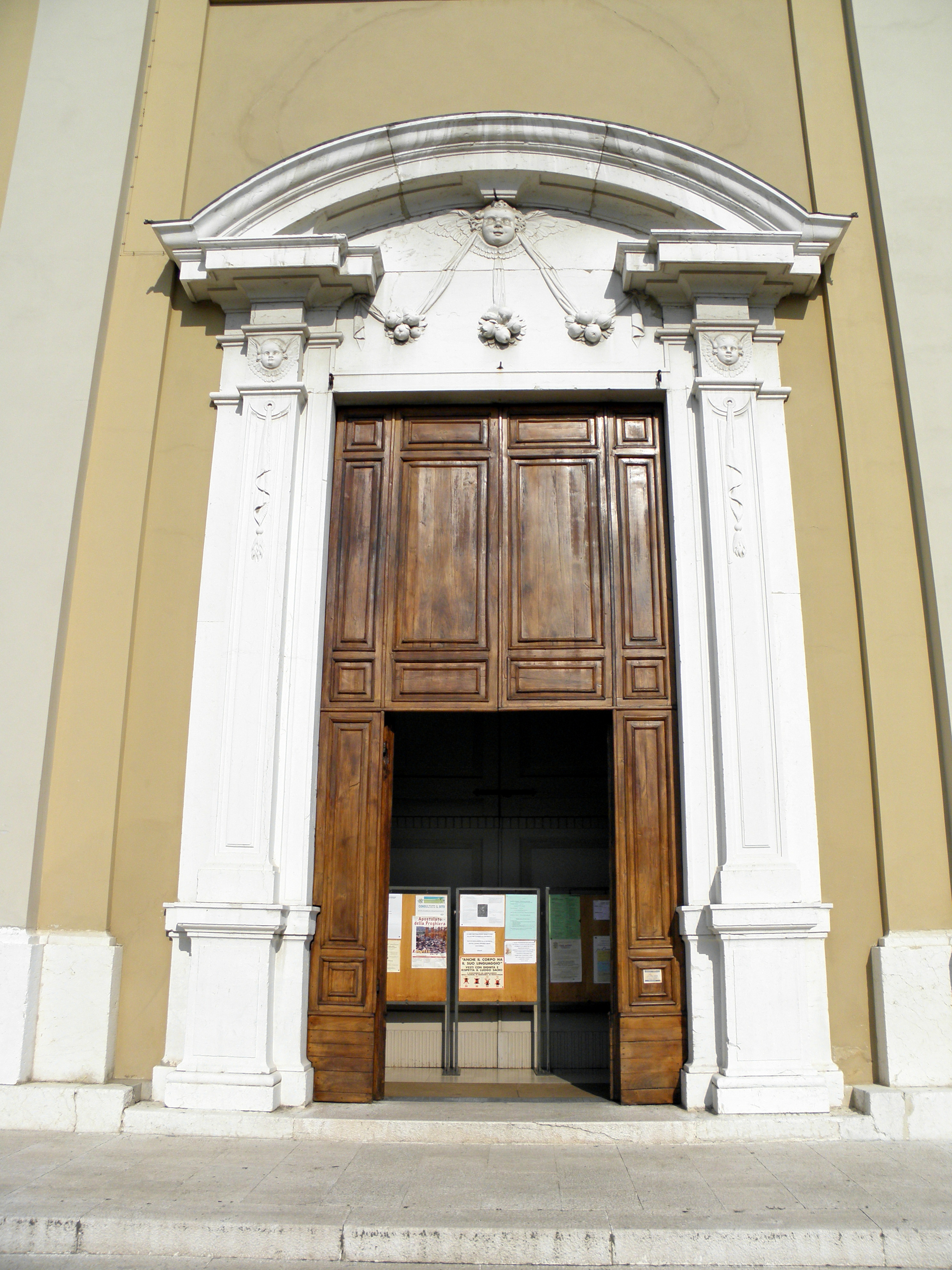
Il portale della Chiesa Parrocchiale
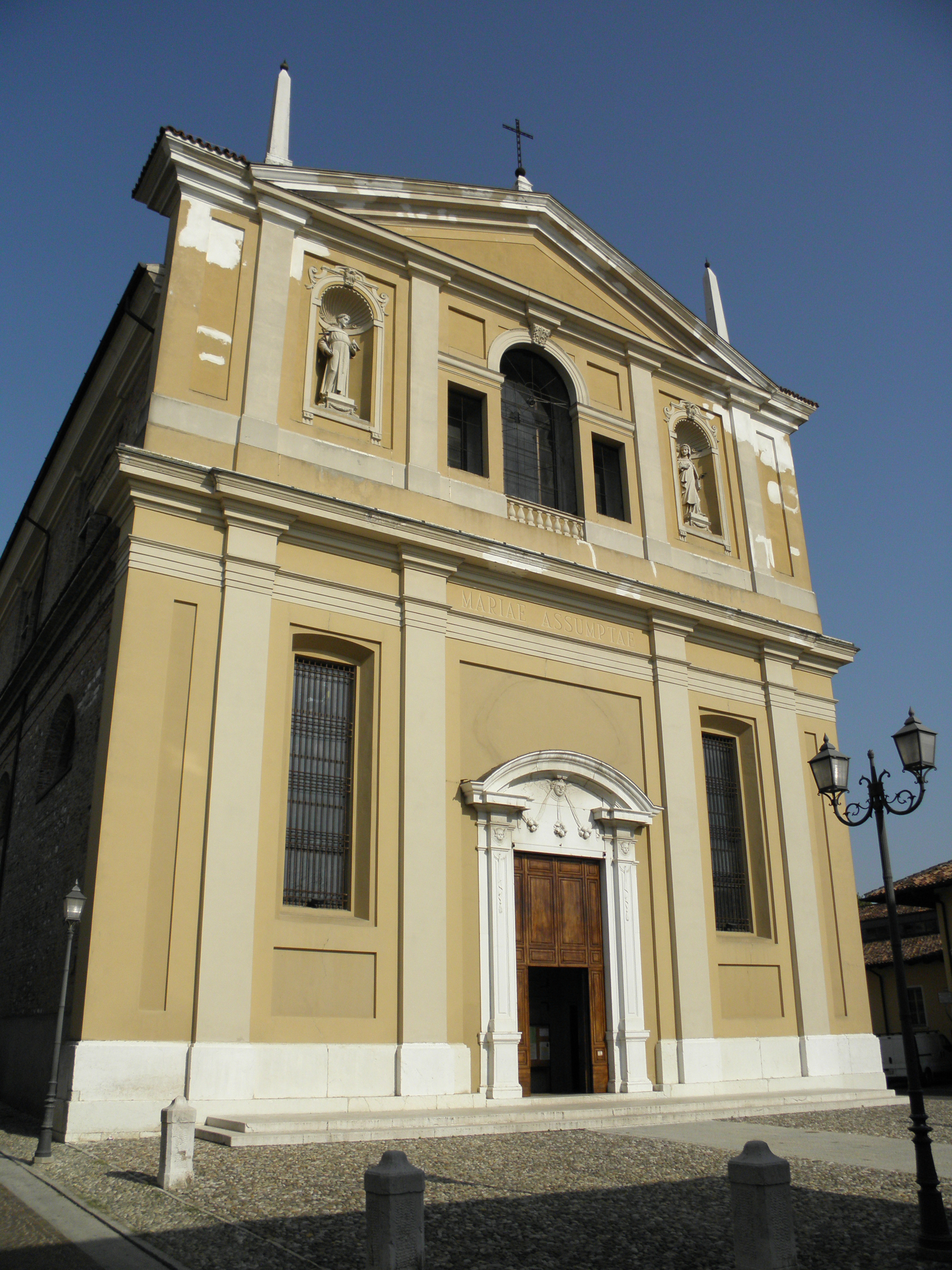
La facciata della Chiesa in uno scorcio da sinistra
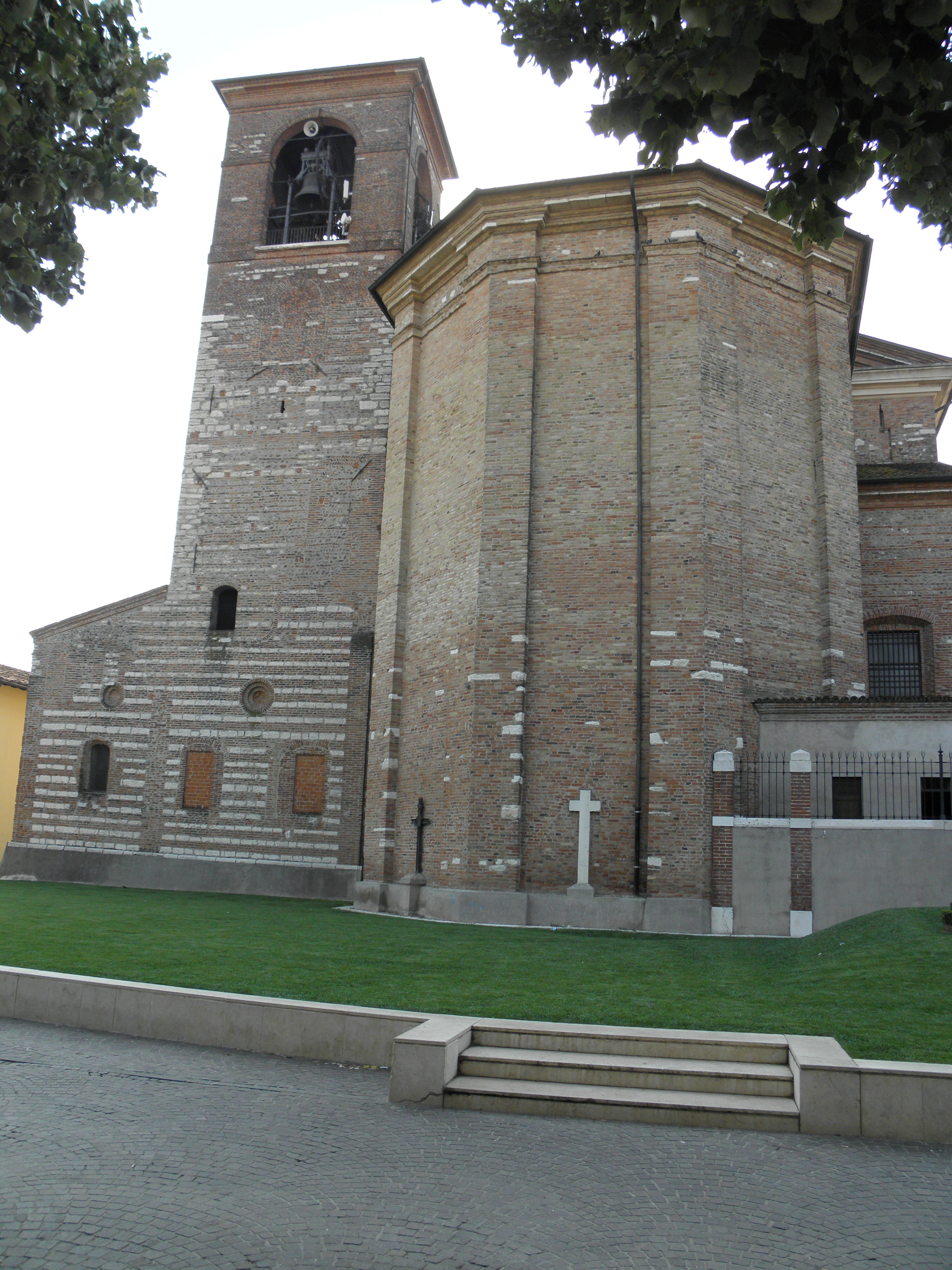
L'abside e la torre campanaria nei giardini di Piazza Roma
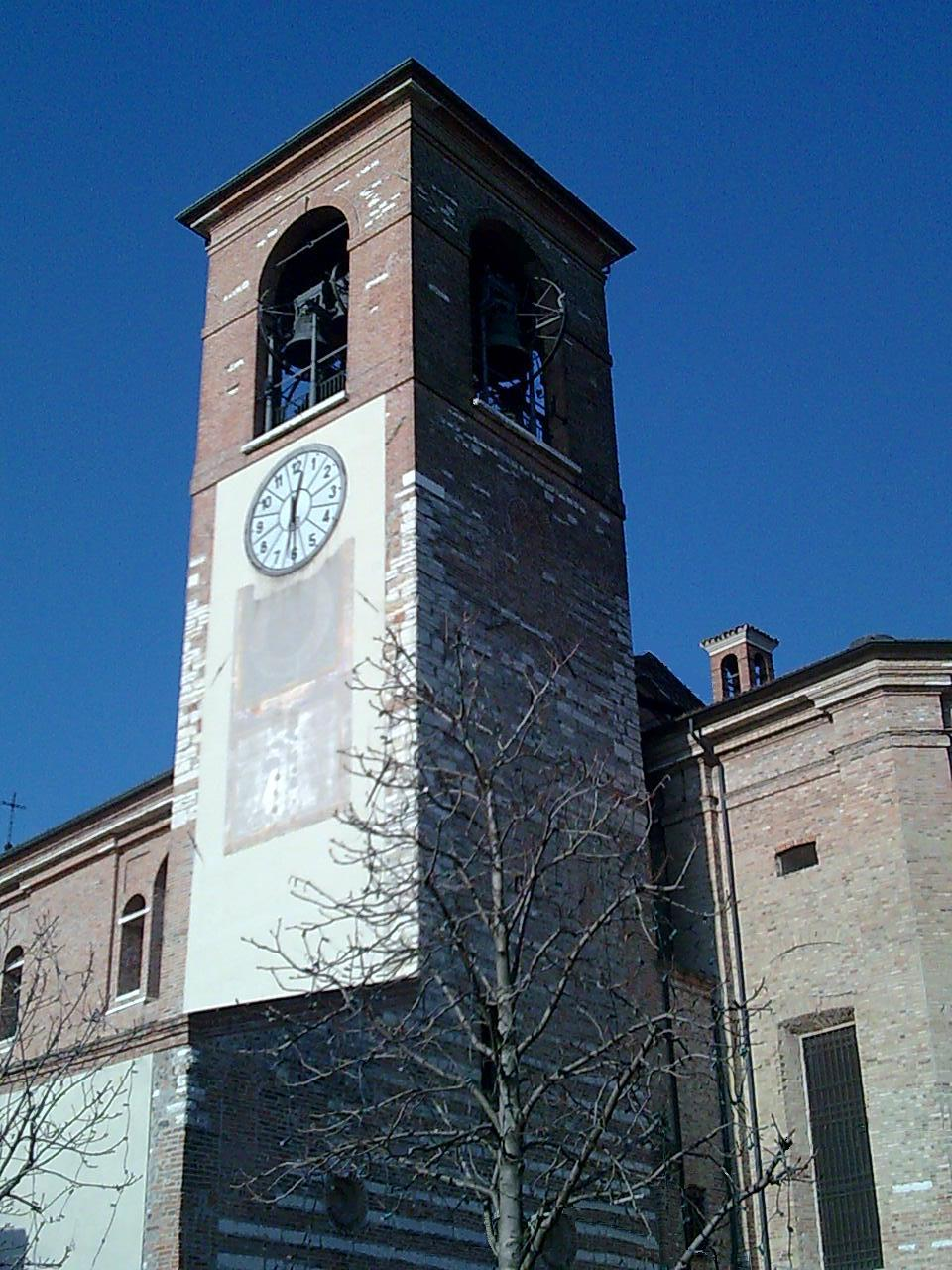
Un dettaglio della Torre Campanaria
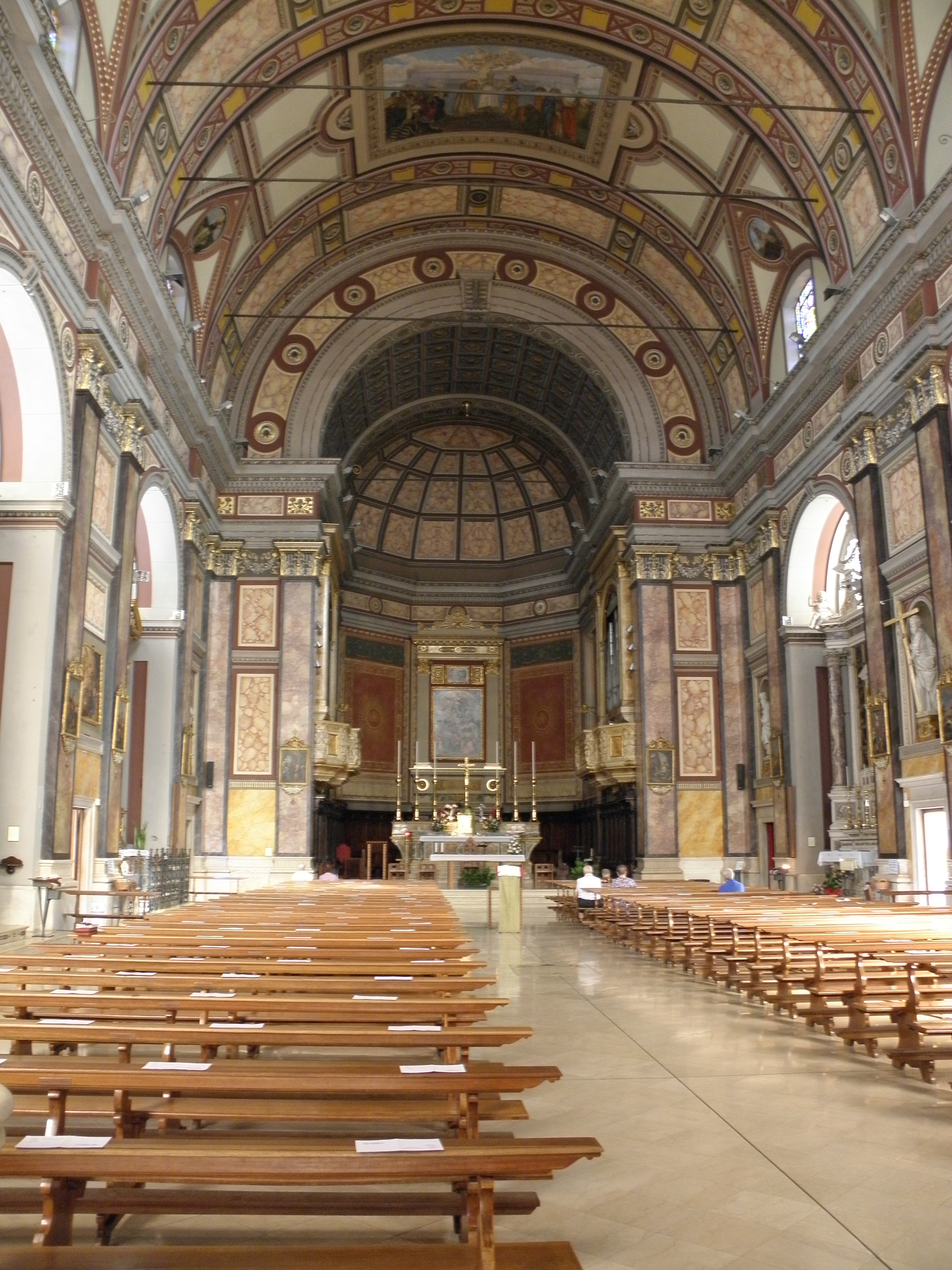
Gli interni della chiesa.